# ワロン地方の主要な鉱山遺跡群
ワロン地方の主要な鉱山遺跡群（ワロンちほうのしゅようなこうざんいせきぐん）はベルギーの世界遺産の一つであり、19世紀から20世紀における炭鉱技術の発展および世界各地から集まった鉱山労働者の社会的変化と文化的交流などを伝えている。登録対象となっているのはワロン地域のエノー州の3鉱山とリエージュ州の1鉱山であり、その保存状態はいずれも良好である。

## 登録経緯
この物件が世界遺産の暫定リストに記載されたのは2008年4月8日のことであり、2009年1月29日に推薦された。それに対し、世界遺産委員会の諮問機関である国際記念物遺跡会議 (ICOMOS) は
- 産業革命に関するアイアンブリッジ峡谷・ブレナヴォンの産業用地（いずれもイギリスの世界遺産）など
- 労働者向け理想都市に関するアル＝ケ＝スナンの王立製塩所（フランスの世界遺産の一部）、ニューラナーク（イギリスの世界遺産）、クレスピ・ダッダ（イタリアの世界遺産）など
- 炭鉱に関するエッセンのツォルフェアアイン炭鉱業遺産群（ドイツの世界遺産）、ノール＝パ・ド・カレーの炭田地帯（フランスの暫定リスト記載物件[注釈 1]）など

と比較してさえも、長期にわたる近現代産業史の時代ごとの特色をよく保存しているという価値を認めることができる等として、その「顕著な普遍的価値」を認めた。しかし、その一方で、保護・管理面の課題を複数指摘し、「登録延期」を勧告した。2010年の第34回世界遺産委員会ではその勧告がそのまま踏襲され、「登録延期」と決議された。
ベルギー当局は決議を踏まえて改善した推薦書を2011年1月27日に提出し、それに対しては ICOMOS も「登録」を勧告した。そして、2012年の第36回世界遺産委員会では勧告通りに登録が認められ、11番目のベルギーの世界遺産となった（ID1344）。

### 登録名
世界遺産としての正式登録名は、英語: Major Mining Sites of Wallonia、フランス語: Sites miniers majeurs de Wallonieである。その日本語訳は資料によって以下のような違いがある。
- ワロン地方の主要な鉱山遺跡群 - 日本ユネスコ協会連盟ほか[2][8]
- ワロン地方の主要な鉱山遺跡 - 世界遺産アカデミー[9]
- ワロン地方の炭鉱遺跡 - なるほど知図帳[10]
- ワロン地方の鉱山 - 成美堂出版編集部[11][12]
- ワロン地方の主要な鉱山史跡 - 日高健一郎[13]

## 構成資産
ベルギーの炭鉱業は萌芽的には12世紀から13世紀に見られたが、本格的なものは産業革命以降のことである。世界遺産の登録対象になっているのは、ベルギー、ひいてはヨーロッパの炭鉱の発展の各時期を伝える以下の4鉱山である。
| ID          | 画像 | 登録名                              | 所在地                       | 登録面積（単位 ha） | 緩衝地域面積（単位 ha） |
| ----------- | --- | ----------------------------------- | ---------------------------- | ------------------- | ----------------------- |
| 1344rev-001 | | グラン・オルニュ (Grand Hornu)      | エノー州 モンス郊外          | 15.86               | 47.81                   |
| 1344rev-001 | グラン・オルニュの炭鉱は1810年代に成立し、19世紀前半の間に炭鉱の施設群とその周辺の450人収容の労働者都市が相次いで成立した。設計を担当とした建築家はブリューノ・ルナールである。1955年まで操業されていたこの炭鉱は、12件の要素が世界遺産に登録されており、「ヨーロッパ大陸の産業革命のきわめて早い時期（1810年 - 1820年）の『理想都市』」を示すものとして構成資産に加えられた。 |                                     |                              |                     |                         |
| 1344rev-002 | | ボワ＝デュ＝リュック (Bois-du-Luc)  | エノー州ラ・ルヴィエール郊外 | 62.55               | 100.21                  |
| 1344rev-002 | ボワ＝デュ＝リュックはヨーロッパの炭鉱の中では最古の部類に属し、17世紀末に成立した。しかし、現存する建造物群の大半が整備されたのは1838年から1909年のことであった。1973年まで操業されていたこの炭鉱は、5地区22件の要素が世界遺産に登録されており、各地区には炭鉱やその関連プラント、労働者住宅、病院などが現存している。この構成資産は「ワロン炭鉱遺産の古典主義期の産業・都市・社会的局面を示す」点に特色がある。ヨーロッパ産業遺産の道のアンカーポイントの一つである。                      |                                     |                              |                     |                         |
| 1344rev-003 | | ボワ・デュ・カジエ (Bois du Cazier) | エノー州シャルルロワ郊外     | 26.88               | 104.06                  |
| 1344rev-003 | ボワ・デュ・カジエは19世紀から1967年まで操業していた鉱山で、現存する建造物群の多くは19世紀後半から20世紀前半のものである。26の要素が登録されているこの炭鉱は「19世紀末から20世紀の鉱山労働者の技術的・社会的局面」を表すものであるが、もう1つ、大規模鉱山事故を伝える点でも特筆される。ボワ・デュ・カジエで1956年に起きたその事故は死者262名を出し、世界遺産に登録された2012年までにはこれを上回る鉱山事故はヨーロッパでは起きていない。                                                     |                                     |                              |                     |                         |
| 1344rev-004 | | ブレニー＝ミーヌ (Blegny-Mine)      | リエージュ州リエージュ近郊   | 12.78               | 92.62                   |
| 1344rev-004 | ブレニー＝ミーヌの炭鉱の歴史は18世紀に始まるが、現存する施設の多くは第二次世界大戦を経て再建されており、最も古いものでも19世紀末にとどまる。ゆえに多くの施設が20世紀の様式を示しており、据えつけられた機械類などは20世紀初頭から1970年代のものまでが残る。かつてはベルギーでも最大級の産出量だった炭鉱で、1980年代まで操業されていたが、現在は博物館に転用されている。世界遺産の登録対象は13件の要素で、「20世紀における西欧の炭鉱の産業的・鉱業的発展を説明する」ものと位置づけられている。 |                                     |                              |                     |                         |

## 登録基準
この世界遺産は世界遺産登録基準のうち、以下の条件を満たし、登録された（以下の基準は世界遺産センター公表の登録基準からの翻訳、引用である）。
- (2) ある期間を通じてまたはある文化圏において、建築、技術、記念碑的芸術、都市計画、景観デザインの発展に関し、人類の価値の重要な交流を示すもの。

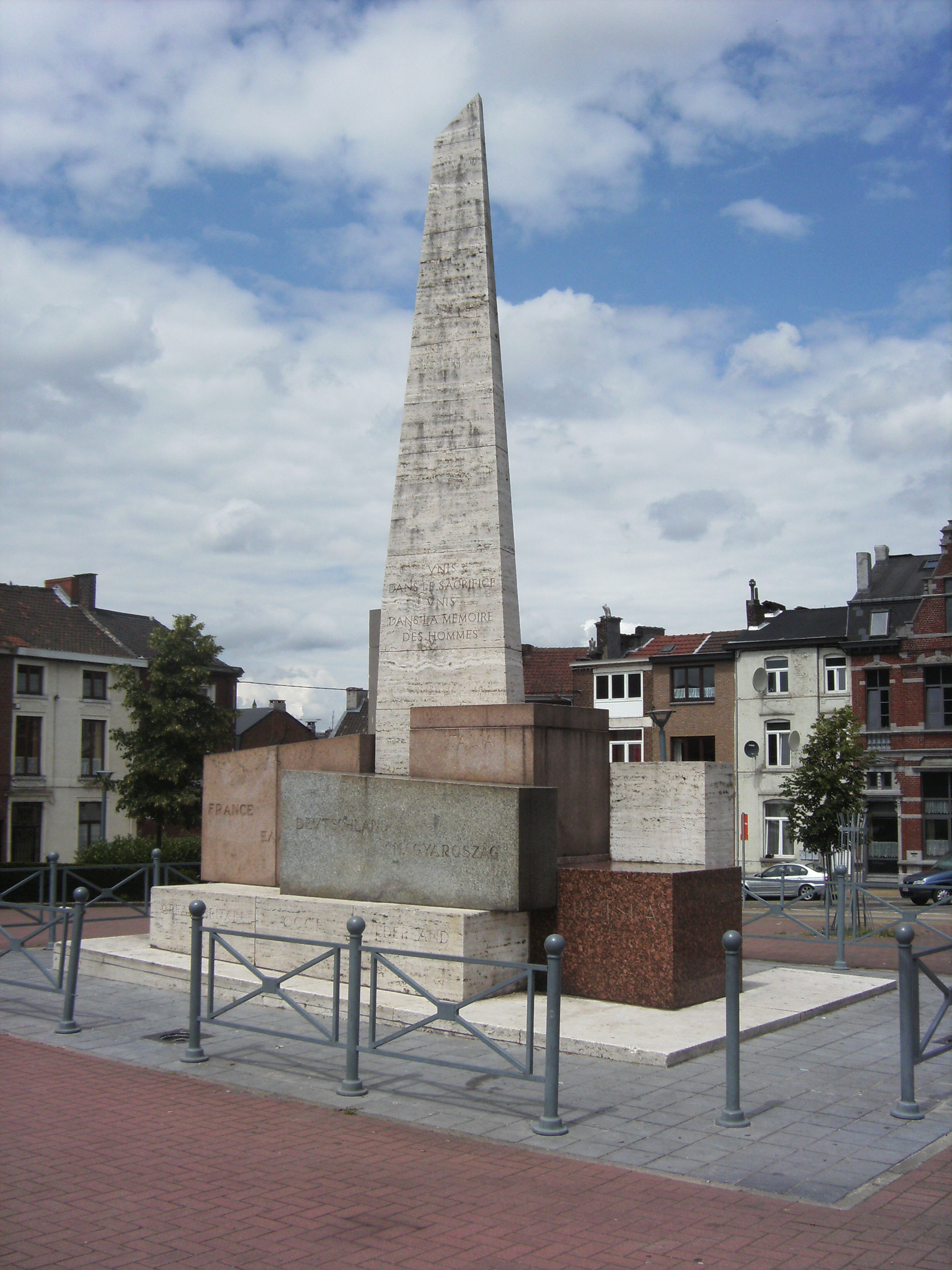
ボワ・デュ・カジエの事故に関する碑

  - 世界遺産委員会はこの基準の適用理由について、それら4つの炭鉱が「ヨーロッパでは最も早く、最も規模が大きい部類に属し」、「産業革命の技術的・社会的・都会的革新の初期の普及」を伝えていること、「近時を通じ、技術的・社会的レベルでの主要かつ模範的な役割を演じた」ことを挙げたほか、ベルギーの他地域や他のヨーロッパ・アフリカ諸国からも移民労働者がやってきたことで生まれた、異文化交流の場所としての重要性も挙げた[23]。

- (4) 人類の歴史上重要な時代を例証する建築様式、建築物群、技術の集積または景観の優れた例。
  - 世界遺産委員会はこの基準の適用理由を、この4鉱山が「産業革命の様々な段階の大陸ヨーロッパにおける鉱業世界の卓抜かつ完全な例を提供している」ことと、「その産業的・技術的要素、都市的・建築的選択、社会的価値の重要な証拠を備えている」ことを挙げ、社会的価値の例にボワ・デュ・カジエの鉱山事故を挙げている[23]。